# Here (film, 2011)
Pour les articles homonymes, voir Here.
Pour plus de détails, voir Fiche technique et Distribution.
Here est un film dramatique américain écrit et réalisé par Braden King et sorti en 2011. 

## Fiche technique
- Titre original : Here
- Titre français : Here
- Réalisation : Braden King
- Scénario : Braden King, Dani Valent
- Photographie : Lol Crawley
- Montage : David Barker
- Musique : Boxhead Ensemble, Michael Krassner
- Pays d'origine : États-Unis
- Langue originale : anglais
- Format : couleur
- Genre : dramatique
- Durée : 126 minutes
- Dates de sortie :
  - États-Unis : Janvier 2011 (Festival du film de Sundance)

## Distribution
- Peter Coyote : Storyteller
- Ben Foster : Will Shepard
- Datekiv Kharibyan : Ashtarak Hotel Woman
- Nareg Duryan : Drunk Man
- Lubna Azabal : Gadarine Nazarian